# Каполивери
Каполивери (итал. Capoliveri) — коммуна в Италии, располагается в регионе Тоскана, в провинции Ливорно на острове Эльба.
Население составляет 3627 человек (2008 г.), плотность населения составляет 95 чел./км². Занимает площадь 38 км². Почтовый индекс — 57031. Телефонный код — 0565.
В коммуне 15 августа особо празднуется Успение Пресвятой Богородицы.

## Демография
Динамика населения:

## Администрация коммуны
- Официальный сайт: http://www.elba-capoliveri.net/